# Зазрива (Долни Кубин)
Зазрива (слч. Zázrivá) насељено је мјесто са административним статусом сеоске општине (слч. obec) у округу Долни Кубин, у Жилинском крају, Словачка Република.

## Становништво
| Година:    | 1994. | 2004.   | 2014.   | 2024.   |
| ---------- | ----- | ------- | ------- | ------- |
| Број људи: | 2852  | 2830    | 2694    | 2459    |
| Разлика:   |       | -0,77 % | -4,80 % | -8,72 % |

| Година:    | 2023. | 2024.   |
| ---------- | ----- | ------- |
| Број људи: | 2488  | 2459    |
| Разлика:   |       | -1,16 % |

Према подацима о броју становника из 2011. године насеље је имало 2.720 становника.